# Покрајина Санта Круз де Тенерифе
Покрајина Санта Круз де Тенерифе (шп. Provincia de Santa Cruz de Tenerife) је покрајина Шпаније у аутономној заједници Канарска острва. Главни град је Санта Круз де Тенерифе.